# Diecezja Lu’an
Diecezja Lu’an, diecezja Changzhi (łac. Dioecesis Lunganensis, chiń. 天主教潞安教区) – rzymskokatolicka diecezja ze stolicą w Lu’anie (biskupi obecnie rezydują w Changzhi), w Chińskiej Republice Ludowej. Biskupstwo jest sufraganią archidiecezji Taiyuan.

## Historia
15 października 1696 z mocy decyzji Innocentego XII erygowany został wikariat apostolski Shanxi. Dotychczas wierni z tych terenów należeli do diecezji nankińskiej (obecnie archidiecezja nankińska).
W 1712 wikariat apostolski Shanxi został zlikwidowany, a jego terytorium przyłączone do wikariatu apostolskiego Shaanxi, który tym samym zmienił nazwę na wikariat apostolski Shaanxi i Shanxi (obecnie diecezja Yan’an).
2 marca 1844 papież Grzegorz XVI ponownie rozłączył wikariaty doprowadzając do stanu sprzed 1712.
17 czerwca 1890 odłączono wikariat apostolski Północnego Shanxi (obecnie archidiecezja Taiyuan). Tym samym omawiana jednostka zmieniła nazwę na wikariat apostolski Południowego Shanxi.
3 grudnia 1924 zmieniono nazwę na wikariat apostolski Luanfu.
17 czerwca 1932 wikariat apostolski Luanfu utracił część parafii na rzecz powstałej w dniu prefektury apostolskiej Hongdongu (obecnie diecezja Hongdong), a 25 maja 1936 na rzecz prefektury apostolskiej Jiangzhou.
W wyniku reorganizacji chińskich struktur kościelnych, dokonanych przez Piusa XII bullą Quotidie Nos, 11 kwietnia 1946 wikariat apostolski Luanfu został podniesiony do godności diecezji i przyjął obecną nazwę.
Z 1949 pochodzą ostatnie pełne, oficjalne kościelne statystyki. Diecezja Lu’an liczyła wtedy:
- 30 000 wiernych (1% społeczeństwa)
- 18 kapłanów (wszyscy diecezjalni)
- 27 sióstr zakonnych

Od zwycięstwa komunistów w chińskiej wojnie domowej w 1949 diecezja, podobnie jak cały prześladowany Kościół katolicki w Chinach, nie może normalnie działać. Nowe władze wygnały z kraju misjonarzy. Wśród nich był biskup Lu’an Holender Francis Gerard Kramer OFM. Zrezygnował on z biskupstwa w 1982.

## Diecezja obecnie
Ostatni biskup Lu’an będący w łączności z papieżem, Francis (Hermengild) Li Yi OFM, zmarł 24 maja 2012. Nie był on uznawany przez władze państwowe. 20 lat przesiedział w więzieniu za swoją wiarę. Komunistyczne władze nie zgodziły się, by pochowano go jako biskupa, obawiając się, że uroczystości żałobne umocnią wspólnotę katolików wiernych papieżowi. Brak danych o nominacji jego następcy przez Kościół podziemny.
Od 2000 diecezją rządził antybiskup Andrew Jin Daoyuan. Został on mianowany przez zależne od komunistów Patriotyczne Stowarzyszenie Katolików Chińskich bez zgody papieskiej.
Według danych z 2012 diecezja liczy ponad 50 000 wiernych, którym przewodzi 50 kapłanów. Jest w niej 60 kościołów (dawniej było ich ponad 300).
Diecezja prowadzi przychodnię, trzy domy dla ludzi starszych i dom dla dzieci niepełnosprawnych.

## Biskupi

### Wikariusze apostolscy Shanxi
- Antonio SI[4] (1702 - 18 stycznia 1705)
- 1712 - 1844 wikariat nie istniał. Pozostałe lata brak danych
- Gabriel Grioglio OFM[4] (2 marca 1844 - grudzień 1869)
- Luigi Moccagatta OFM[4] (27 września 1870 - 17 czerwca 1890)

### Wikariusze apostolscy Południowego Shanxi
- Luigi Moccagatta OFM(17 czerwca 1890 - 6 września 1891)
- Johannes Hofman OFM[5] (24 kwietnia 189 - 16 lipca 1901)
- Alberto Odorico Timmer OFM[5] (31 lipca 1901 - 3 grudnia 1924)

### Wikariusze apostolscy Luanfu
- Alberto Odorico Timmer OFM (3 grudnia 1924 - 20 sierpnia 1926)
- Fortunato Antonio Spruit OFM[5] (22 listopada 1927 - 12 lipca 1943)
- Francis Gerard Kramer OFM[5] (7 lutego 1946 - 11 kwietnia 1946)

### Biskupi Lu’an
- Francis Gerard Kramer OFM (11 kwietnia 1946 - 1982)
- Anthony Li Weidao (1982 - maj 1992) od maja 1992 niekanoniczny; de facto rządził do 21 lipca 1998
- Hermengild Li Yi OFM (28 stycznia 1998[1] - 24 maja 2012)
- sede vacante (24 maja 2012 - nadal)

### Antybiskupi
Od 2000 diecezją rządził antybiskup Andrew Jin Daoyuan. Należy on do Patriotycznego Stowarzyszenia Katolików Chińskich i został mianowany z polecenia komunistycznych władz chińskich bez zgody papieża.
Wcześniej antybiskupem był Anthony Li Weidao od maja 1992 do śmierci 21 lipca 1998.